# Penjing

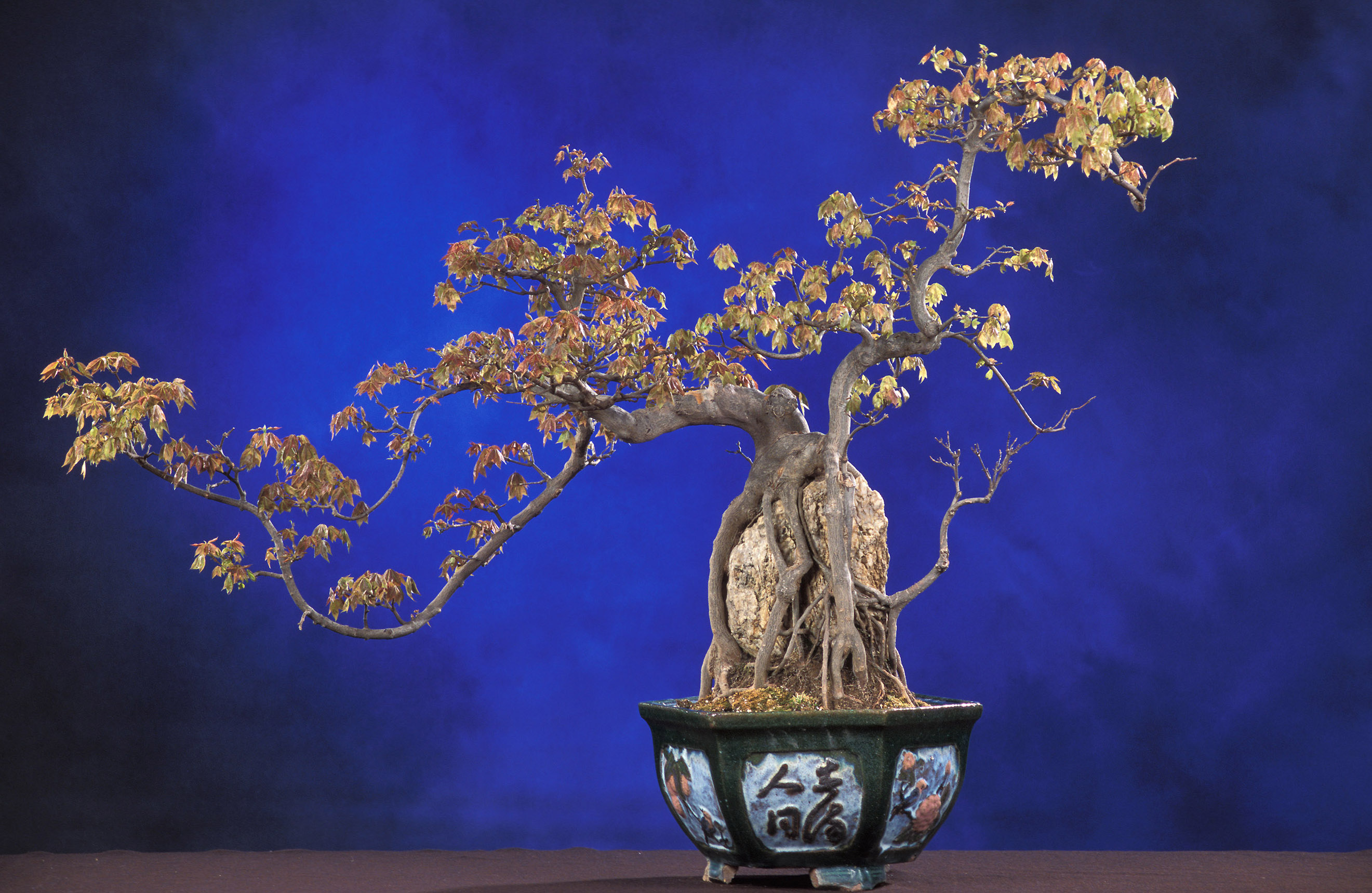
Penjing estilo raíz sobre roca en exposición en la colección de Penjing chino del National Bonsai and Penjing Museum en Washington D. C.

Penjing (en chino, 盆景; pinyin, pén jǐng; literalmente, ‘paisaje de bandeja’), también conocido como penzai (en chino, 盆栽; pinyin, pén zāi; literalmente, ‘planta de bandeja’), paisaje de bandeja, paisaje en maceta, o rocas y árboles en miniatura, es el antiguo arte chino de presentar árboles de formas artísticas, otras plantas, y paisajes en miniatura.
Los Penjing pueden clasificarse generalmente en una de estas tres categorías:
- Penjing arbóreo (shumu penjing): los penjing arbóreos están centrados en mostrar uno o más árboles, y a veces otras plantas, en un recipiente, cuyos elementos principales son modelados por su creador mediante recortes, podas y deformaciones con la ayuda de alambres.

- Penjing paisajístico (shanshui penjing): los penjing paisajísticos muestran un paisaje en miniatura mediante una cuidadosa selección y moldeado de las piedras, que suelen ser colocadas en un recipiente en contacto con el agua. Pequeñas plantas vivas son colocadas en esta composición para completar la representación.

- Penjing de agua y tierra (shuihan penjing): este estilo de penjing combina en efecto los primeros dos, incluyendo árboles en miniatura y en ocasiones figuras y estructuras en miniatura para reproducir en detalle un paisaje.

En otras culturas existen prácticas similares, como son las tradiciones japonesas de bonsai y de saikei, así como los paisajes vivientes en miniatura de los hòn non bộ vietnamitas. En general, los especímenes de árbol penjin se diferencian de los bonsais en que en ellos se permiten una mayor variedad de formas arbóreas (de aspecto más "salvaje") y en que pueden ser plantados en macetas de colores vivos y de formas creativas. En cambio, los bonsais tienen formas más simples (de aspecto más "refinado"), con troncos proporcionalmente más amplios, y son plantados en recipientes de lados bajos y poco obstrusivos, de líneas simples y colores apagados. 
Mientras que los saikei presentan paisajes viviente en recipientes, de la misma manera que los penjing de agua y tierra, en ellos no se utilizan miniaturas para decorar el paisaje viviente. Los Hòn non bộ están centrados en mostrar paisajes de islas y montañas, normalmente en contacto con el agua, y decorados con árboles vivos y otras plantas. Así como los penjing de agua y tierra, los ejemplos de hòn non bộ pueden incluir figuras, vehículos y estructuras. Las diferencias entre estas formas tradicionales han sido difuminadas por algunos practicantes de fuera de Asia, ya que sus aficionados exploran el potencial de plantas y macetas de diversos materiales locales sin ninguna adhesión estricta a los estilos tradicionales y a sus normas de presentación.

## Historia

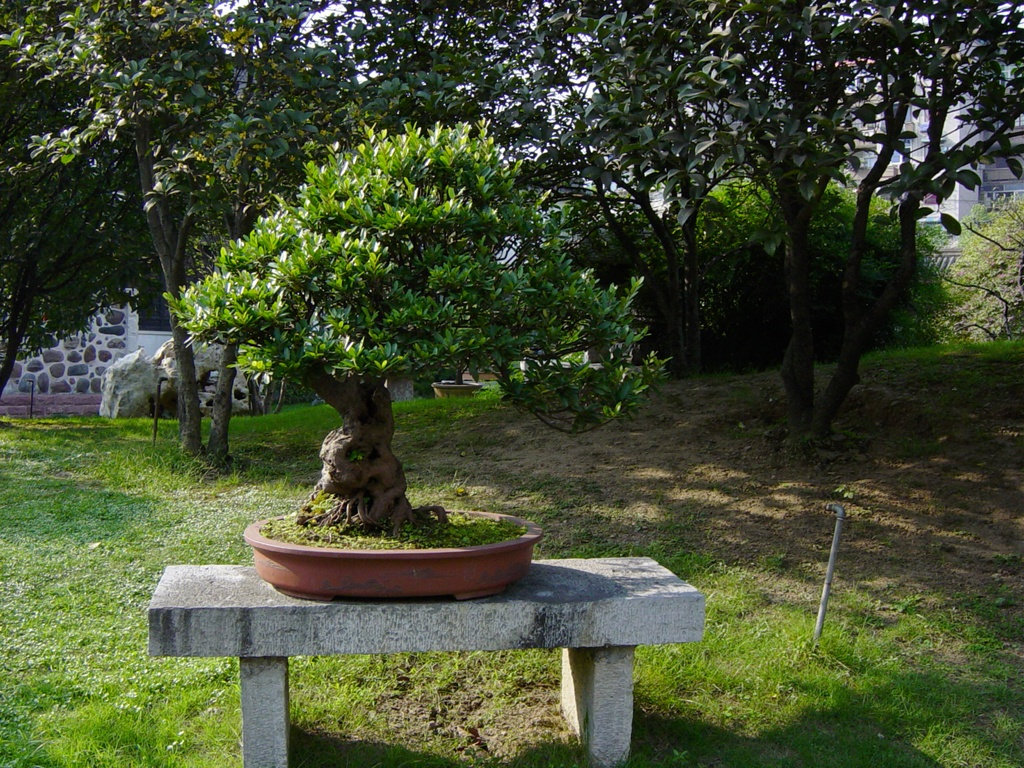
Penjing en el Museo de Rocas y Penjing en Wuhan, China

Los jardines chinos clásicos suelen contener composiciones de árboles y rocas en miniatura conocidas como Penjing. Esas creaciones de rocas y de árboles podados cuidadosamente son interpretaciones a pequeña escala de paisajes naturales. Suelen ser considerados como esculturas vivientes o poesía tridimensional. Su composición artística captura el espíritu de la naturaleza y los distingue de las plantas en maceta ordinarias. 

### Origen de los componentes
El recipiente conocido como pen tiene su origen en la China neolítica en la cultura Yangshao bajo la forma de un plato poco profundo de cerámica con un pie. Luego fue una de las vasijas manufacturadas en bronce para su uso en ceremonias de la corte y rituales religiosos durante la dinastía Shang y la dinastía Zhou.
Cuando el comercio exterior introdujo en China nuevas hierbas aromáticas en el segundo siglo AC, un pebetero particular fue diseñado. La copa sobre pedestal boshanlu estaba coronada por una tapa perforada en forma de una de las islas o montañas sagradas, como el Monte Penglai (que era el centro de muchas creencias de la época), normalmento con imágenes de animales y personas mitológicas a lo largo de sus laderas. Versiones más pequeñas del plato de tipo pen eran usadas a veces como platillos con la función de recoger las brasas calientes o para ser llenados con agua para representar el océano sobre el cual se levantaban las montañas e islas sagradas. Originalmente hechos de bronce, cerámica o piedra de talco, se cree que algunas versiones posteriores eran piedras de formas interesantes que a veces se estaban cubiertas parcialmente de musgo y líquenes para así incrementar el valor de la representación en miniatura.
Desde al menos el primer siglo DC, el misticismo taoísta incluye la recreación de lugares mágicos en miniatura para resaltar e incrementar las propiedades encontradas en los lugares a tamaño real. Las diversas escuelas de budismo introducidas a partir de la India desde mediados del siglo II incluyen la secta Dhyāna de meditación, cuyas traducciones de textos en sánscrito a veces usan terminología taoísta para expresar conceptos incorpóreos. Asimismo, las decoraciones florales de los altares fueron introducidas y los diseños florales empezaron a convertirse en una fuerza dominante en el arte chino. Cinco siglos más tarde la escuela Chán de budismo fue fundada, en la cual enseñanzas budistas dhyana renovadas fueron fusionadas con el taoísmo chino nativo. El Chán mantuvo su espíritu predominantemente activo y vital incluso cuando otras sectas budistas se volvían más formales y rígidas.

### Primeras versiones
Aunque existen leyendas que se remontan al menos hasta el siglo III y IV sobre personas taoístas que se dice que tenían el poder de hacer encoger paisajes enteros hasta el tamaño de una vasija, las descripciones escritas de paisajes en miniatura no son conocidas hasta el periodo de la Dinastía Tang. Como la información en ese punto muestra una técnica bastante desarrollada, (en aquel entonces conocida como "punsai") la fabricación de paisajes de árboles miniaturizados debía haber tenido lugar durante cierto tiempo en China, o posiblemente fuera traída desde fuera.

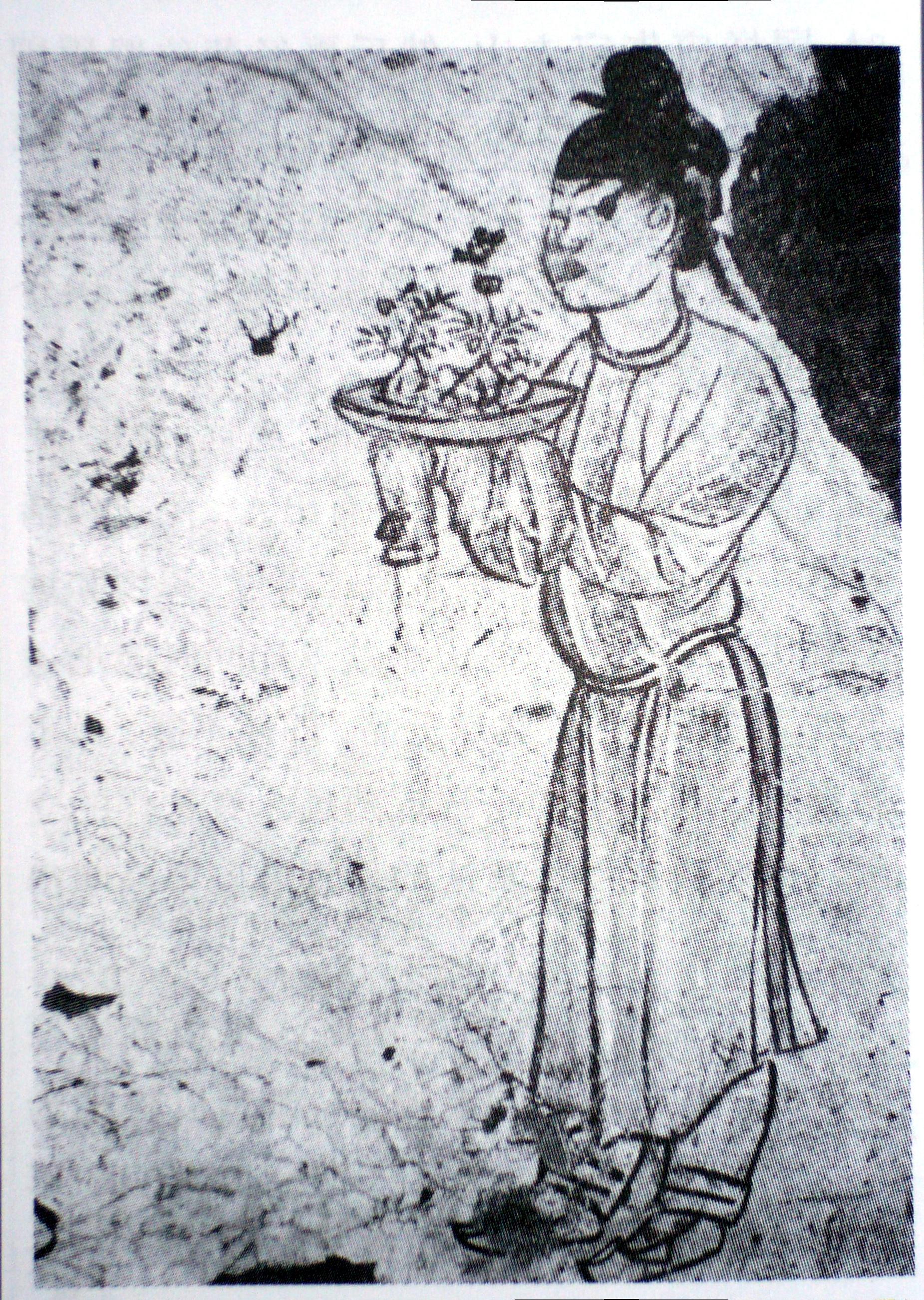
Mural de la tumba del príncipe Zhang Huai de la Dinastía Tang (AD 706), con bandeja de guijarros y árboles frutales en miniatura

Su representación gráfica más antigua se remonta a 706 y se encuentra en un mural de un corredor que lleva a la tumba del príncipe Zhang Huai en el sitio del Mausoleo de Qianling. Excavada en 1972, los frescos muestran dos doncellas llevando penjing con rocas en miniatura y árboles frutales.
Los primeros árboles altamente preciados se cree que fueron recogidos en la naturaleza y estaban llenos de giros, nudos y deformidades. Estos eran vistos como sagrados, sin ningún valor profano como leña, o para otros propósitos ordinarios. Estas plantas naturalmente reducidas se creía que estaban dotadas con energías especiales concentradas debido a la edad y a su origen distante de la influencia humana. El punto de vista del budismo Chán continuó a influenciar la creación de paisajes en miniatura. Otras plantas más jóvenes y pequeñas que podían ser recogidas más cerca de la civilización pero que todavía tenían un aspecto similar al de los viejos tesoros endurecidos de las montañas podían haber sido seleccionadas. Las técnicas hortícolas para simular una edad mayor mediante la acentuación del tamaño, textura y formas de los troncos, raíces y ramas podían ser utilizadas con estos ejemplares.
A partir del periodo Tang, diversos poetas y ensayistas alabaron los paisajes enanos en maceta. Se sabe que un gremio basado en los árboles decorativos (surgido a partir de 1276, aproximadamente) suministraba especímenes enanos para su uso en restaurantes de Suzhou, en la provincia de Jiangsu.

### En Japón
Aunque el personal de la embajada imperial y los estudiantes budistas de Japón habían vuelto desde la China continental con souvenirs de paisajes en miniatura a partir del siglo VI, la representación más antigua conocida de un paisaje miniaturizado en Japón es de 1309. El quinto de los veinte rollos de la obra maestra Kasuga-gongen-genki muestra la vivienda de un individuo japonés adinerado que tiene un banco de trabajo exterior hecho de listones que sostiene una bandeja de madera poco profunda y un plato cerámico de origen chino con árboles enanos, hierbas y piedras. Por aquel entonces el budismo Chán se había desarrollado en Japón dando lugar al Zen. Su concepto de "belleza de una austera severidad" llevó a los paisajes miniaturizados en maceta nativos de Japón a ser condensados en árboles únicos e ideales que representan el universo. Lo que se conoce como bonsái deriva de esto.

### Periodo intermediario

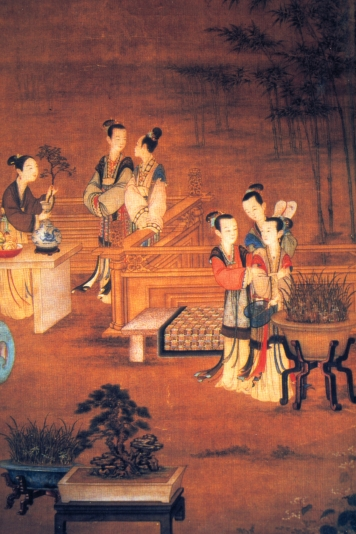
Representación de doncellas de la corte de la Dinastía Ming cuidando o permaneciendo de pie al lado de penjing

Desde por lo menos el siglo XVI, las tiendas llamadas « Jardín de Flores Dragón » en el suroeste de Shanghái se ocupaban de cultivar árboles en miniatura en recipientes (lo cual se sigue haciendo hoy en día). Al mismo tiempo, a finales de siglo se consideraba todavía que Suzhou era la fuente de los mejores exponentes del arte del pending.
La observación inglesa de penjing más antigua conocida en China/Macau se remonta a 1637.
A finales del siglo XVIII, Yangzhou en el centro de la provincia de Jiangsu se jactaba de sus penjing paisajísticos que contenían agua y tierra.

### SigloXIX
En 1806, un árbol enano muy antiguo de Cantón (actual Guangzhou) fue entregado como regalo a Sir Joseph Banks y eventualmente presentado a la Reina Carlota para ser inspeccionado por Su Majestad. Este árbol y la mayoría de los otros observados por los occidentales en el sureste de la China probablemente fueron originados en los famosos jardines Fa Ti cerca de Cantón.
En la primera mitad del siglo XIX, según varios registros occidentales, el acodo aéreo era la manera principal de propagar los pejing, que solían tener por aquel entonces una altura entre 30 y 60 centímetros después de dos o veinte años de trabajo. Los olmos eran los ejemplares más corrientes, junto con los pinos, los enebros, los cipreses y los bambúes; los ciruelos eran los árboles frutales preferidos, así como los melocotoneros y los naranjos. Las ramas podían ser dobladas y transformadas con varios tipos de estructuras de bambú, tiras de plomo retorcidas y alambre de hierro o de latón; podían también ser cortadas, quemadas o injertadas; la corteza a veces era lacerada en algunos lugares o untada con sustancias azucaradas para provocar que las termitas (« hormigas blancas ») vuelvan la corteza rugosa o incluso para que se coman el duramen azucarado de la misma manera. Las rocas con musgo o líquenes también eran un aspecto de estas composiciones.
La fotografía más antigua conocida de China que incluye un penjing fue hecha en los alrededores de 1868 por John Thomson (fotógrafo). Una colección de árboles y plantas enanas de China también fue expuesta ese año en Brooklyn, Nueva York. En Estados Unidos, leyes como la Ley de Exclusión de los Chinos produjeron que los bonsáis japoneses fueran más familiares para los estadounidenses. Esto hizo que durante las décadas siguientes se conocieran las formas japonesas de árboles enanos en maceta antes que las chinas.
A finales del siglo XIX, el Lingnan o escuela cantonesa del estilo llamado "dejar crecer y recortar" fue desarrollada en un monasterio del sureste de China. Los árboles y arbustos tropicales de crecimiento rápido podían ser trasformados de manera más rápida y sencilla usando estas técnicas.

### SigloXX
Fundado en 1954, el vivero Longhua en Shanghái incluye la enseñanza de la teoría clásica y de todos los aspectos de la práctica del penjing, un proceso que puede llevar diez años a los estudiantes de jardinería.
En un periodo tan tardío como a finales de los años 1960 se ha documentado que los expertos podían reconocer unas 60 formas características regionales de penjing. Unas cuantas de esas formas se remontaban al menos hasta el siglo XVI.
Durante la revuelta de la Revolución Cultural proletaria (mayo de 1966- abril de 1969), uno de sus efectos relativamente menores fue que muchas colecciones de penjing de la China continental, sobre todo en los alrededores de Pekín, fueron dañadas o descuidadas porque eran percibidas como un pasatiempo burgués. Después de que los árboles desaparecieran, algunos maestros Chinos del penjing, sexagenarios o septuagenarios, fueron obligados a realizar tareas consideradas como redentoras socialmente; muchos fueron enviados a los campos a plantar arroz. Sin embargo, en otras áreas de China, especialmente en el este y el sur, los penjing fueron recuperados para ser guardados en un lugar seguro.
Wu Yee-sun (1905–2005), un maestro Penjing de tercera generación y nieto de uno de los fundadores de la escuela de Lingnan, abrió la primera exposición de plantas en maceta artísticas junto con el Sr. Liu Fei Yat en Hong Kong en 1968. Ésta era una muestra de penjing tradicionales aristocráticos que habían sobrevivido a la guerra civil china de 1949 al ser exportados y protegidos en el exterior de la China continental. Las dos ediciones del libro en inglés y en chino de Wu Man Lung Garden Artistic Pot Plants ayudaron a incentivar el interés por esta forma de arte antigua que en occidente sólo se conocía a través del arte japonés del bonsái, que se había desarrollado posteriormente.
La Exposición Penzai Yuk Sui Yuen tuvo lugar en Cantón en 1978. Este fue el primer espectáculo público en diez años, con aproximadamente 250 penjing provenientes de colecciones privadas expuestos en un parque público. También se expusieron macetas antiguas. El Jardín Botánico de Shanghái abrió ese año y expone permanentemente 3.000 bonsáis. La primera Exposición Nacional de Penjing tuvo lugar el año siguiente en Pekín con más de 1.100 muestras de más de 13 provincias, ciudades y autonomías.
Una sección del Vivero de Flores Hangzou está especializa en penjings desde 1981, e incluye más de quince mil ejemplares antiguos que fueron abandonados y que ahora están siendo cuidados y en sus primeras etapas de rehabilitación. El arte del penjing ha recuperado su popularidad en China, en parte debido a la estabilidad que estaba volviendo a las vidas de la mayoría de la gente y a las condiciones económicas favorables, el crecimiento fue más pronunciado en las provincias costeras de Jiangsu, Zhejiang, Fujian, Guangdong así como en Shanghái. Hubo números en aumento de buenas colecciones públicas y privadas, estas últimas con cualquier número entre varias centenas a varios miles de ejemplares.
A finales de 1981 se constituyó la Asociación de Flores y Penjing de China, y siete años más tarde la Asociación de Artistas Penjing de China fue fundada de la misma manera.
La Universidad Bautista de Hong Kong inauguró el Jardín Man Lung en 2000 para promover el patrimonio chino del penjing. Localizado de forma temporal en el Campus Shaw de la universidad, en febrero de 2005 un emplazamiento permanente fue establecido en la Entrada de la Carretera Kam Shing de su Campus Ho Sin Hang.

## Estética del Penjing

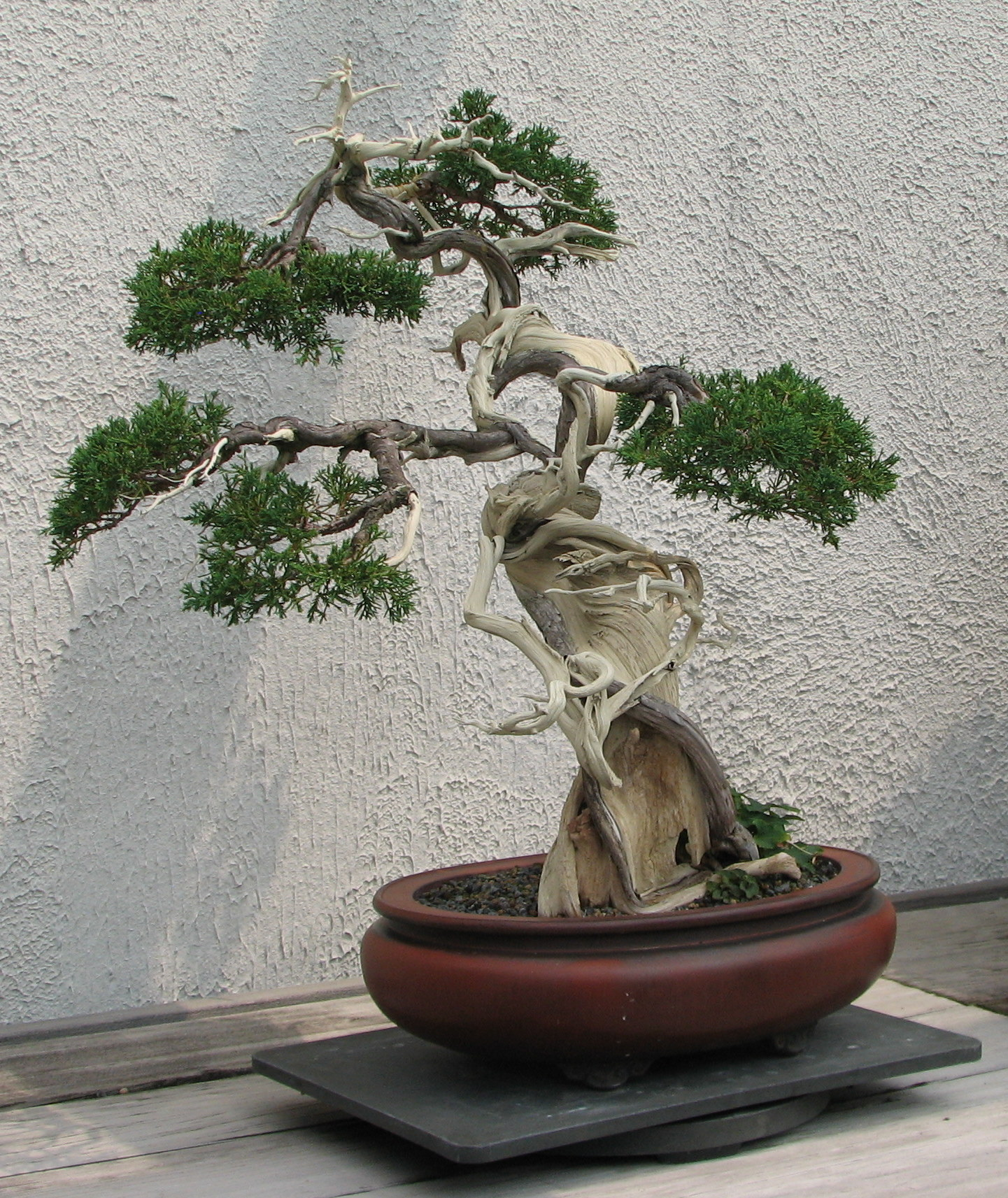
En este enebro se han utilizado tanto técnicas jin (ramas muertas) como shari (madera muerta en el tronco).

Mediante el uso de árboles y arbustos miniaturizados artificialmente, estas composiciones son creadas en bandejas o macetas especiales que son colocadas en soportes tallados de manera decorativa. Normalmente, rocas, estructuras de cerámica en miniatura (como edificios y puentes) y figuras son añadidas para indicar la escala como parte del escenario natural. Estas miniaturas contribuyen al simbolismo del ejemplar de penjing, al proveer un contexto histórico y social en el cual interpretar el diseño general del penjing.
Estos paisajes en miniatura poseen árboles que con frecuencia depasan los cien años. Así como las plantas del jardín chino, las especies empleadas en estas miniaturas han sido seleccionadas cuidadosamente y tratadas de modo que desarrollan formas tortuosas y contorsionadas reminiscentes de sus equivalentes de tamaño real en la naturaleza. Como es el caso de los jardines chinos, estos paisajes en miniatura han sido diseñados para reproducir paisajes observados desde varios puntos de vista: un primer plano, una vista de conjunto o un panorama.
En tanto que forma de arte, el penjing es una extensión del jardín, ya que permite al artista recrear partes del paisaje natural en miniatura. El penjing suele ser usado en interiores como parte del diseño general de un jardín, ya que reproduce las características del paisaje que se encuentra en el exterior. Las macetas de penjing pueden decorar pabellones, estudios privados o salones, así como edificios públicos. Estas son bien elementos autónomos de los jardines o bien son colocadas en muebles como mesas o estanterías. A veces un presentador en celosía es construido para dar una importancia especial al ejemplar de penjing e ilustrar la interacción entre naturaleza y arquitectura.
El Penjing pretende capturar la esencia y el espíritu de la naturaleza a través de sus contrastes. Filosóficamente, está influenciado por los principios del taoísmo, y más específicamente por el concepto de yin y yang: la idea de que el universo está gobernado por dos fuerzas primarias, opuestas pero complementarias. Algunos de los elementos de contraste utilizados en el penjing incluyen la representación de "dominación y subordinación, vacío y sustancia, densidad y dispersión, altura y bajura, grandeza y pequeñez, vida y muerte, dinamismo e inmovilidad, rudeza y meticulosidad, firmeza y gentileza, claridad y oscuridad, rectitud y curvatura, verticalidad y horizontalidad,[...] y ligereza y pesadez."
Las inspiraciones para su diseño no se limitan a la observación o representación de la naturaleza, sino que también están influenciadas por la poesía china, la caligrafía y las demás artes visuales. Los diseños de penjing suelen incluir dragones y trazos de caracteres de buena fortuna. En su nivel más avanzado, el valor artístico del penjing equivale al de la poesía, la caligrafía, los dibujos de tinta y el arte de los jardines.

## Estilos

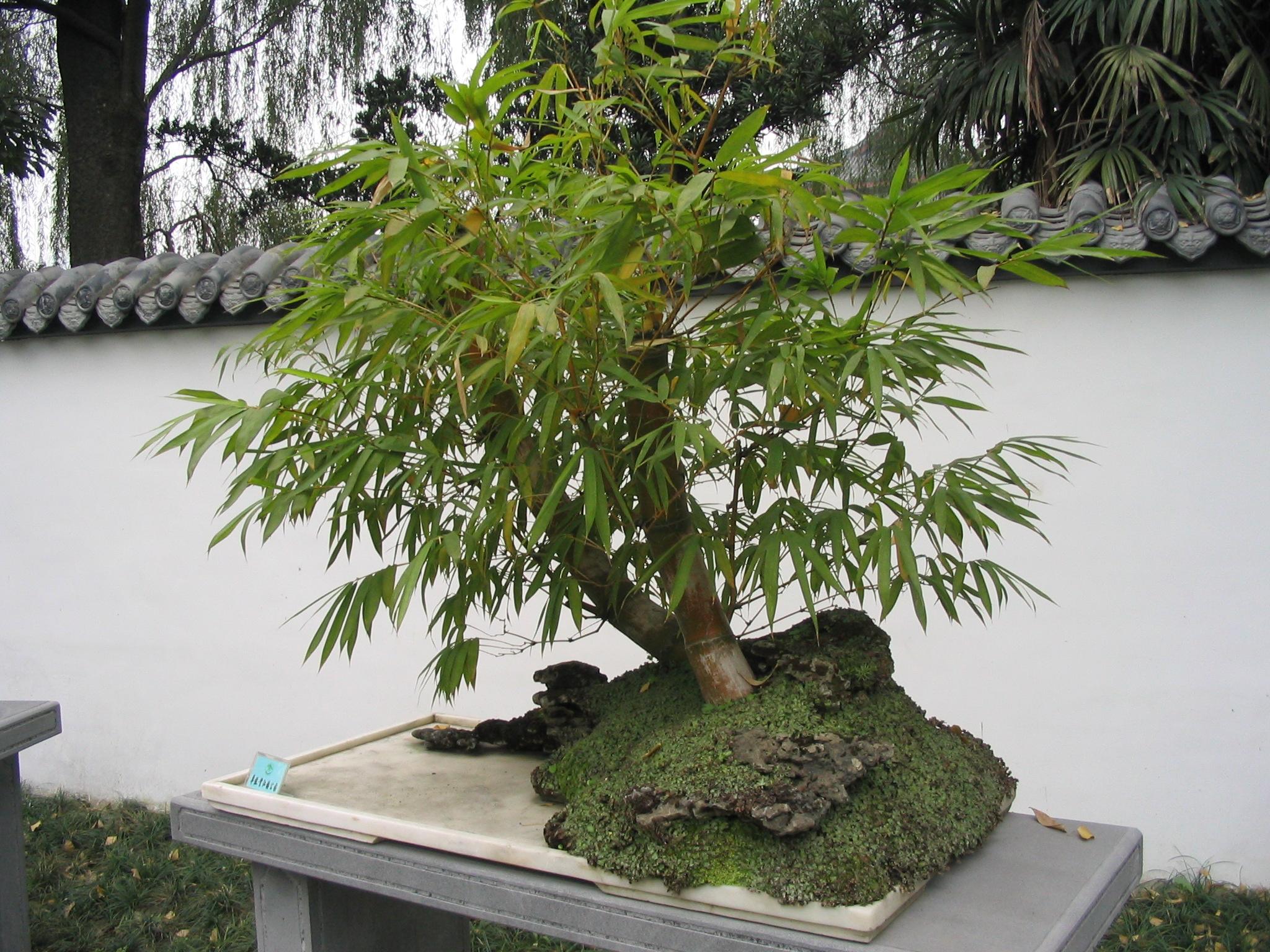
Penjing de bambú en Chengdu, China

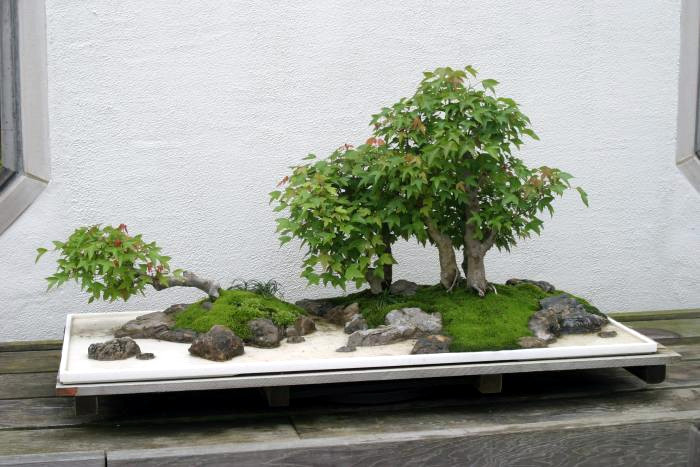
Penjing en el Museo Nacional de Bonsái y Penjing de Estados Unidos

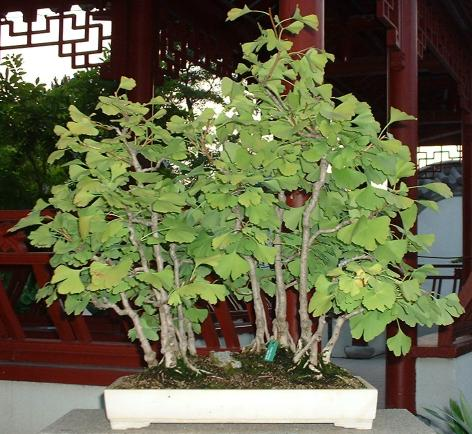
Penjing de Ginkgo

Los estilos de Penjing tradicionales en China se clasifican principalmente a partir de sus plantas más representativas o dominantes, y reciben su nombre de su región de origen. Como diferentes plantas necesitan diferentes técnicas para ser trabajadas, diferentes estilos son así constituidos. Existen más de una docena de estilos de "Penjing" tradicionales:
Estilo Cantonés
El Penjing estilo Cantón (粤派盆景) también es llamado penjing de la cordillera del sur (嶺南派盆景), porque Cantón está al sur de Nanling. Las principales características de este estilo son un aspecto neutral, liso y cuidado.
Estilo Jiangsu
Como el arte culinario de la cocina de Jiangsu, el arte del Penjing estilo Jiangsu (苏派盆景) también es complejo, con las coronas de los árboles generalmente podadas en forma de nubes.
Estilo Sichuan
El Penjing estilo Sichuan (川派盆景) suele estar bien podado y ser simple y poco sofisticado.
Estilo Yangzhou
El Penjing estilo Yangzhou (揚派盆景) es también llamado estilo del norte de Jiangsu (苏北派), y es diferente del estilo Jiangsu. Su característica más llamativa son los tres giros de los troncos de sus árboles.
Estilo Shanghái
El Penjing estilo Shanghái (海派盆景) ha influenciado a los bonsáis japoneses, pero al mismo tiempo ha conservado su aspecto artístico original, que recibe de la pintura China tradicional.
Estilo Guangxi
El Penjing estilo Guangxi (桂派盆景) refleja la belleza de los paisajes naturales, como los de Guilin. Este estilo suele utilizar más tipos de roca diferentes que los demás estilos.
Estilo Anhui
El Penjing estilo Anhui (徽派盆景) es conocido por su utilización de ume.
Estilo Zhejiang
El Penjing estilo Zhejiang (浙派盆景) se especializa en la utilización de pinos y cipreses, y suele tener de tres a cinco plantas por bandeja.
Estilo Fujian
El Penjing estilo Fujian (閩派盆景) se especializa en la utilización de banyan.
Estilo Pekín
El Penjing estilo Pekín (京派盆景) refleja su origen artístico en las tradiciones arquitectónicas chinas de Pekín. Las ramas suelen ser horizontales y las coronas de los árboles suelen ser hemisféricas o con forma de abanico tradicional.
Estilo Taiwán
El Penjing estilo Taiwán (台灣盆景) es un cruce entre el bonsái japonés y el Penjing tradicional chino.
Estilo Hubei
El Penjing estilo Hubei (湖北盆景) enfatiza la producción de una sensación de movimiento mediante la forma de las plantas y rocas estáticas, y es por ello que también se le conoce como Penjing Dinámico (动势盆景).
Estilo Xuzhou
El Penjing estilo Xuzhou (徐州盆景) es una variedad del estilo Jiangsu, pero ha sido considerado diferente de él durante siglos debido a su utilización de árboles frutales.
Estilo Zhongzhou
El Penjing estilo Zhongzhou (中州盆景) se caracteriza por el uso de Tamarix.

## Cuidado y mantenimiento
El cuidado y mantenimiento de los Penjing es similar al de los bonsáis.